# Slzy mé duše
Slzy mé duše jsou memoáry Kim Hjon-hi, severokorejské agentky známé kvůli umístění bomby do letadla na lince Korean Air 858. Kniha vypráví o jednom z mnoha severokorejských teroristických útoků.
Kim Hjon-hi vypráví o tom, jak se podrobila špionážnímu výcviku a jak jí bylo nařízeno Kim Čong-ilem umístit bombu do letadla jihokorejských aerolinií. Popisuje svůj život v Macau (Čína) a v Evropě, vlastní útok, následný soud, milost a integraci do jihokorejské společnosti.
Kniha byla přeložena do mnoha jazyků, včetně češtiny.
Rémi Kauffer ve své Černé knize komunismu o pravdivosti knihy pochybuje. Napsal: „Je stále velmi brzy na úvahy o tom, jak moc velká část knihy je smyšlená“.